# Боделок, Жан Луи
Жан Луи Боделок (фр. Jean-Louis Baudelocque; 30 ноября 1745, О-де-Франс, Пикардия — 2 мая 1810, Париж) — французский учёный-медик, акушер.

## Биография
Изучал медицину и практиковал в Париже. Известен прежде всего тем, что сделал акушерство научной дисциплиной во Франции. Много сделал для очистки гинекологии, как и акушерства, от укоренившихся предрассудков и мистических положений.

Инструмент Боделока

Развил и популяризировал методологию Уильяма Смелли (1697—1763), который модернизировал акушерскую практику в Англии в XVIII веке. Боделоку приписывают исправление ошибок, касающихся родов. Он усовершенствовал «тазовые щипцы» Андре Левре (1703—1780) и сконструировал инструмент для измерения тазобедренного сустава для использования в акушерстве, который представлял собой антропометрический штангельциркуль, используемый для измерения наружных размеров таза. Это расстояние стало известно как «диаметр Боделока».
Ввёл методику измерения женского таза, применяемую и в современной медицине.
Одной из важнейших заслуг Боделока является введение в акушерский обиход точного тазоизмерения вообще, и, в частности, разработанной им методики наружного тазоизмерения, применяемой и поныне. Наружная конъюгата в его честь называется конъюгатой Боделока. Установил современные показания для использования родовых щипцов и кесарева сечения.
Вывел родильные отделения из больниц общего профиля в родильные дома.
Автор фундаментального руководства по акушерству (1781; 4 изд.)
Первый директор созданной якобинским Конвентом акушерской больницы Матерните.
В 1806 году император Наполеон назначил Боделока заведующим первой кафедрой акушерства во Франции. Наполеон также выбрал его акушером императрицы Марии-Луизы и Каролины Бонапарт, младшей сестры императора.
Похоронен на кладбище Пер-Лашез.